# Sonnaz
Sonnaz è un comune francese di 1 474 abitanti situato nel dipartimento della Savoia della regione dell'Alvernia-Rodano-Alpi.

## Storia

### Simboli
Lo stemma è stato adottato il 3 giugno 2002.
La spada e il fodero incrociati ricordano l'avvenimento straordinario di cui fu testimone nel 1593 Francesco di Sales nella località chiamata Le Grand Bois a Sonnaz. Giovane dottore in diritto, veniva da Annecy per iscriversi al Barreau di Chambéry. Il suo cavallo inciampò e nella caduta la spada scivolò a terra formando con il fodero la figura di una croce: Francesco vide in questo segno la conferma della sua vocazione. Simboleggia allo stesso tempo il coraggio degli abitanti di Sonnaz nell'impugnare le armi ogni volta abbiano dovuto difendersi.
Il castello d'oro rappresenta il castello di Sonnaz e le altre fortezze presenti sul territorio comunale.
Il cinghiale è simbolo delle popolazioni galliche; l'airone è un uccello comune nelle paludi circostanti; simile alla gru, simboleggia la vigilanza poiché è rappresentato con un sasso nella zampa destra il cui rumore la sveglierebbe nel caso si addormentasse e lo lasciasse cadere.
Il covone sottolinea la vocazione agricola del comune. Il ramo di castagno ricorda che nel Medio Evo esisteva un vasto castagneto; il piccone da minatore fa riferimento ai filoni di lignite sfruttati fino agli anni Quaranta del secolo scorso.

## Società

### Evoluzione demografica
Abitanti censiti